# Sayaguente
Sayaguente es un despoblado español del municipio de Beleña, perteneciente a la provincia de Salamanca, en la comunidad autónoma de Castilla y León.

## Historia
Hacia mediados del siglo XIX, el lugar, una alquería ya por entonces perteneciente a Beleña, tenía contabilizada una población de dos habitantes. Aparece descrito en el decimotercer volumen del Diccionario geográfico-estadístico-histórico de España y sus posesiones de Ultramar de Pascual Madoz con las siguientes palabras:

SAYAGUENTE: alq. en la prov. de Salamanca, part. jud. de Alba de Tormes, térm. municipal de Beleña. pobl.: un vec., 2 almas.
(Madoz, 1849, p. 884)

En 2023, la entidad singular de población no tenía empadronado ningún habitante.